# قائمة الأحزاب السياسية في فنزويلا
هذه قائمة الاحزاب السياسية في جمهوية فنزويلا .
- الحزب الاشتراكي الموحد الفنزويلي
- حزب الطليعة التقدمية (فنزويلا)
- الحزب الشيوعي الفنزويلي
- الحركة الديمقراطية الاجتماعية: (AD)
- الحزب الديمقراطي المسيحي: (COPEI)
- الحركة نحو الاشتراكية: (MAS)
- حزب العدالة أولا (PJ)
- حركة الجمهورية الخامسة (MVR)
- الوطن للجميع (PPT)
- حزب العمل الديموقراطي (يسار الوسط)
- الحزب الاجتماعي المسيحي (يمين وسط)
- حزب الحركة اتجاه الاشتراكية (يسار وسط)
- حزب القضية الراديكالية (يسار)
- حزب التلاقي الوطني (تجمع ائتلافي واسع)
- حزب العدالة اولاً (يمين وسط)
- حركة الجمهورية الخامسة (الحزب الحاكم)